# 1276 Ucclia
Az 1276 Ucclia (ideiglenes jelöléssel 1933 BA) a Naprendszer kisbolygóövében található aszteroida. Eugène Joseph Delporte fedezte fel 1933. január 24-én, Uccleban.